# Lijst van burgemeesters van Landgraaf
Dit is een lijst van burgemeesters van de Nederlandse gemeente Landgraaf in de provincie Limburg sinds haar stichting op 1 januari 1982.
| Ambtsperiode                   | Naam burgemeester        | Partij of stroming | Bijzonderheden |
| ------------------------------ | ------------------------ | ------------------ | -------------- |
| 1982 - 1993                    | Hans (J.L.J.M.) Coenders | CDA                |                |
| 1993 - 30 september 2010       | Bert (L.H.F.M.) Janssen  | PvdA               |                |
| 1 oktober 2010 - 24 mei 2021   | Raymond (R.J.H.) Vlecken | CDA                |                |
| 25 mei 2021 - 22 november 2021 | Jan (J.J.) Schrijen      | Partijloos         | waarnemend     |
| 23 november 2021 - heden       | Richard (R.) de Boer     | VVD                |                |